# Kaoru Takayama
Kaoru Takayama (高山 薫?, Takayama Kaoru; Fukuoka, 8 luglio 1988) è un calciatore giapponese, centrocampista del Taichung Futuro.

## Palmarès

### Club

#### Competizioni internazionali
- Coppa Suruga Bank: 1

Kashiwa Reysol: 2014

#### Competizioni nazionali
- J2 League: 1

Shonan Bellmare: 2017
- Coppa J. League: 1

Shonan Bellmare: 2018